# باتلفيلد
باتلفيلد (بالإنجليزية: Battlefield)‏ هي مدينة أمريكية تقع في ولاية ميزوري. تبلغ مساحة هذه المدينة 5.1 (كم²)،ويبلغ عدد سكانها 5590 نسمة حسب إحصاء سنة 2010 م 5590.

## التركيبة السكانية
قام مكتب تعداد الولايات المتحدة بتحديد بيانات التركيبة السكانية لباتلفيلدفي تعداد الولايات المتحدة. في ما يلي، التركيبة السكانية حسب تعدادي 2000 و2010.

### تعداد عام 2000
بلغ عدد سكان باتلفيلد 2,385 نسمة بحسب تعداد عام 2000، وبلغ عدد الأسر 857 أسرة وعدد العائلات 719 عائلة مقيمة في المدينة. في حين سجلت الكثافة السكانية 1,202.4 نسمة لكل ميل مربع (464.2/كم2). وبلغ عدد الوحدات السكنية 885 وحدة بمتوسط كثافة قدره 446.2 نسمة لكل ميل مربع (172.3/كم2).
وتوزع التركيب العرقي للمدينة بنسبة 97.11% من البيض و 0.34% من الأمريكيين الأصليين و 0.75% من الأمريكيين ذوي الأصول الآسيوية و 0.04% من سكان جزر المحيط الهادئ و 0.17% من الأمريكيين الأفارقة و 1.13% من عرقين مختلطين أو أكثر.
بلغ عدد الأسر 857 أسرة كانت نسبة 44.7% منها لديها أطفال تحت سن الثامنة عشر تعيش معهم، وبلغت نسبة الأزواج القاطنين مع بعضهم البعض 72.0% من أصل المجموع الكلي للأسر، ونسبة 8.8% من الأسر كان لديها معيلات من الإناث دون وجود شريك، وكانت نسبة 16.1% من غير العائلات. تألفت نسبة 12.4% من أصل جميع الأسر من أفراد ونسبة 2.9% كانوا يعيش معهم شخص وحيد يبلغ من العمر 65 عاماً فما فوق. وبلغ متوسط حجم الأسرة المعيشية 3.01، أما متوسط حجم العائلات فبلغ 2.78.
بلغ العمر الوسطي للسكان 32 عاماً. وكانت نسبة 29.6% من القاطنين تحت سن الثامنة عشر، وكانت نسبة 8.1% بين الثامنة عشر والأربعة وعشرون عاماً، ونسبة 35.7% كانت واقعةً في الفئة العمرية ما بين الخامسة والعشرون حتى والأربعة وأربعون عاماً، ونسبة 21.3% كانت ما بين الخامسة والأربعون حتى الرابعة والستون، ونسبة 5.3% كانت ضمن فئة الخامسة والستون عاماً فما فوق. يوجد لكل 100 أنثى 98.1 ذكر، ويوجد لكل 100 أنثى في الثامنة عشر من عمرها فما فوق 96.4 ذكر.
بلغ متوسط دخل الأسرة في المدينة 47,788 دولار، أما متوسط دخل العائلة فبلغ 51,204 دولار. وكان متوسط دخل الذكور 32,297 دولار مقابل 26,028 دولار للإناث. وسجل دخل الفرد الخاص بالمدينة 20,656 دولار. وكانت نسبة 1.5% من العائلات ونسبة 2.4% من السكان تحت خط الفقر، وكان من هؤلاء نسبة 3.9% تحت سن الثامنة عشر ولا أحد منهم في الخامسة والستين من العمر وما فوق.

### تعداد عام 2010
بلغ عدد سكان باتلفيلد 5,590 نسمة بحسب تعداد عام 2010، وبلغ عدد الأسر 2,125 أسرة وعدد العائلات 1,593 عائلة مقيمة في المدينة. في حين سجلت الكثافة السكانية 2,236.0 نسمة لكل ميل مربع (863.3/كم2). وبلغ عدد الوحدات السكنية 2,210 وحدة بمتوسط كثافة قدره 884.0 لكل ميل مربع (341.3/كم2).
وتوزع التركيب العرقي للمدينة بنسبة 92.8% من البيض و 0.5% من الأمريكيين الأصليين و 2.1% من الأمريكيين ذوي الأصول الآسيوية و 1.5% من الأمريكيين الأفارقة و 2.4% من عرقين مختلطين أو أكثر.
بلغ عدد الأسر 2,125 أسرة كانت نسبة 40.6% منها لديها أطفال تحت سن الثامنة عشر تعيش معهم، وبلغت نسبة الأزواج القاطنين مع بعضهم البعض 62.3% من أصل المجموع الكلي للأسر، ونسبة 9.0% من الأسر كان لديها معيلات من الإناث دون وجود شريك، بينما كانت نسبة 3.6% من الأسر لديها معيلون من الذكور دون وجود شريكة وكانت نسبة 25.0% من غير العائلات. وبلغ متوسط حجم الأسرة المعيشية 3.05، أما متوسط حجم العائلات فبلغ 2.63.
بلغ العمر الوسطي للسكان 33.8 عاماً. وكانت نسبة 29.2% من القاطنين تحت سن الثامنة عشر، وكانت نسبة 5.7% بين الثامنة عشر والأربعة وعشرون عاماً، ونسبة 33.7% كانت واقعةً في الفئة العمرية ما بين الخامسة والعشرون حتى والأربعة وأربعون عاماً، ونسبة 22.6% كانت ما بين الخامسة والأربعون حتى الرابعة والستون، ونسبة 8.7% كانت ضمن فئة الخامسة والستون عاماً فما فوق. وتوزع التركيب الجنسي للسكان بنسبة 48.6% ذكور و51.4% إناث.